# جان اوانسون
جان اوانسون (انگلیسی: John Evanson؛ زادهٔ ۱۰ مهٔ ۱۹۴۷) بازیکن فوتبال اهل بریتانیا است.
از باشگاه‌هایی که در آن بازی کرده‌است می‌توان به باشگاه فوتبال فولام، باشگاه فوتبال پول تاون، باشگاه فوتبال ای‌اف‌سی بورنموث، باشگاه فوتبال آکسفورد یونایتد، و باشگاه فوتبال بلکپول اشاره کرد.